# Jeanne d'Arc au bûcher

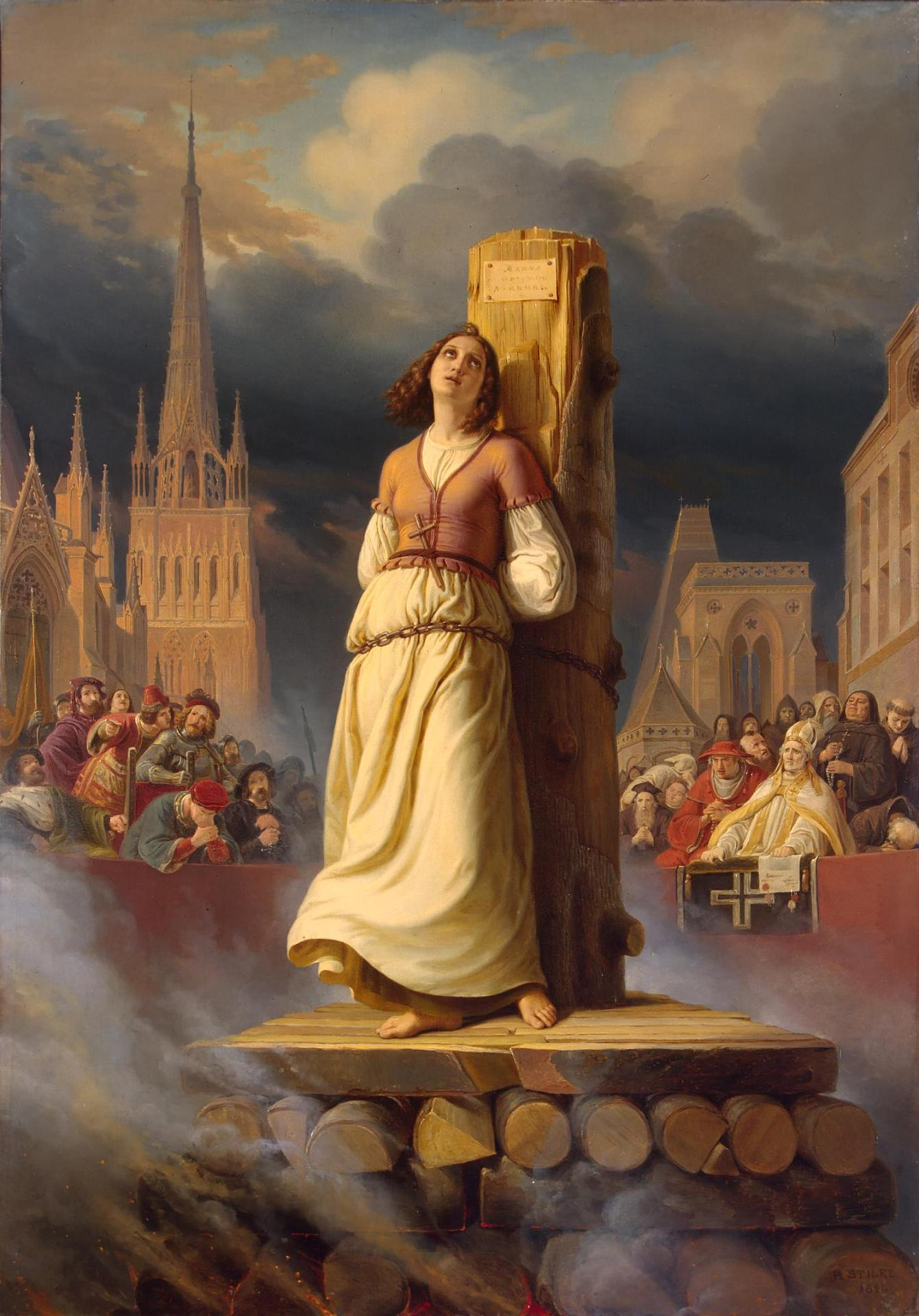
Giovanna d'Arco al rogo in un dipinto di Hermann Stilke (1843)

Jeanne d'Arc au bûcher (Giovanna d'Arco al rogo) è un oratorio drammatico in 1 prologo e 10 scene per voci, recitanti, coro misto a 4 voci e coro infantile, con musiche di Arthur Honegger su libretto di Paul Claudel. L'opera, commissionata da Ida Rubinštejn, debuttò al Kunstmuseum di Basilea il 12 maggio 1938, con la stessa Rubinštejn nel ruolo di Giovanna d'Arco.

## Trama
L'oratorio, della durata di circa settanta minuti, è incentrato sugli ultimi minuti del supplizio di Giovanna d'Arco sul rogo che, nel pieno del suo martirio, ricorda momenti del suo processo e della sua vita precedente.

## Ruoli
Ruoli parlati
- Giovanna d'Arco
- Fretello Domenico
- Narratore
- Mestro delle cerimonie
- Terzo araldo
- Madre di  Tonneaux
- Giovanni di Lancaster
- Giovanni di Lussemburgo
- Regnault De Chartres
- Guillaume De Flavy
- Perrot
- Prete

Ruoli cantati
- Maria, soprano
- Santa Margherita, soprano
- Santa Caterina, mezzosoprano
- Porcus, tenore
- Prima voce, tenore
- Seconda voce, basso
- Primo araldo, tenore
- Secondo araldo, basso
- Il messo
- Coro di bambini
- Coro misto

## Organico orchestrale
- 2 flauti, 2 oboi, 2 clarinetto
- 3 sassofoni, 3 sassofoni bassi, 1 contrabbasso
- 1 trombino, 3 trombe, 3 tromboni, 1 tuba
- 2 pianoforti
- 1 celesta
- 1 onde Martenot

## Storia delle rappresentazioni
Jeanne d'Arc au bûcher fece il suo debutto a il 12 maggio 1938 con il Coro di Ragazzi di Basilea. L'anno successivo, il 6 maggio, l'oratorio fece il suo debutto internazionale al Théâtre Municipal di Orléans, in un allestimento semi-scenico scenografato da Aleksandr Nikolaevič Benois e condotto da Louis Fourestier. Sei giorni dopo l'opera fu riportata in scena a Basilea, mentre il 14 maggio fu il momento della prima a Zurigo. Il 13 giugno l'oratorio fu portato in scena al Palais de Chaillot con la direzione musicale di Charles Münch. Dopo lo scoppio della seconda guerra mondiale, Jeanne d'Arc fu eseguito ancora alla Salle Pleyel di Parigi (22 febbraio 1940) e a Bruxelles (29 febbraio 1940). Il 26 febbraio 1947 la Rubinštejn tornò ad interpretare la pulzella d'Orléans al Palais des Fêtes di Strasburgo con la direzione di Fritz Münch. Il debutto statunitense è avvenne a New York nel 1949, la prima canadese fu invece diretta da Wilfrid Pelletier nel 1953.
Nel dicembre 1953 Roberto Rossellini ha diretto l'oratorio in una traduzione italiana al Teatro San Carlo di Napoli con Ingrid Bergman nel ruolo di Giovanna, un ruolo che ricoprì poco dopo anche al Teatro alla Scala. La messa in scena ottenne ottime recensioni, ma la ripresa cinematografica effettuata da Rossellini fece fiasco al botteghino. Nonostante il flop della versione cinematografica, Rossellini riprese il suo allestimento anche all'Opéra Garnier, questa volta in francese. A partire dal 2005 il premio Oscar Marion Cotillard ha più volte interpretato Giovanna d'Arco in diverse messe in scena dell'oratorio allestite ad Orléans, Barcellona (2012) e New York (2015).